# Nowe Budy (Łódź)
Pour les articles homonymes, voir Nowe Budy.
Nowe Budy (prononciation [nɔvɛ ˈbudɨ]) est un village de la gmina de Łanięta, du powiat de Kutno, dans la voïvodie de Łódź, situé dans le centre de la Pologne.
Il se situe à environ 3 kilomètres au nord-ouest de Łanięta (siège de la gmina), 17 kilomètres au nord-ouest de Kutno (siège du powiat) et 67 kilomètres au nord de Łódź (capitale de la voïvodie).

## Administration
De 1975 à 1998, le village était attaché administrativement à l'ancienne voïvodie de Płock.

Depuis 1999, il fait partie de la nouvelle voïvodie de Łódź.